# Хог, Артур Аллен
Артур Аллен Хог (28 января 1921, Анн-Арбор — 17 июля 1999, Тусон) — американский астроном, получил известность благодаря открытию в 1950 году кольцеобразной галактики в созвездии Змеи, названной в его честь объектом Хога.

## Биография
Артур Аллен Хог родился в 1921 году в семье преподавателя Мичиганского университета Линна Артура Хога и Уилмы Вуд Хог. Его мать и сестра Мэри погибли 1 июня 1926 года при кораблекрушении колесного парохода «Вашингтон Ирвинг» на реке Гудзон близ Нью-Йорка.
Артур Аллен Хог получил степень доктора астрономии в 1953 году в Гарварде. Он был директором обсерватории Лоуэлла в Флагстаффе с 1977 года. А. А. Хог известен своим работами в области астрономической фотометрии, усовершенствования астрономических инструментов, а также исследованиями квазаров.
В 1982 году Кэролин и Юджин Шумейкер назвали открытый ими астероид (идентификационный номер 3225) в честь А. А. Хога.